# Насеня, Анатолий Васильевич
Анатолий Васильевич Насеня (бел. Анатоль Васільевіч Насеня, род. 28 марта 1979, д. Любань, Лунинецкий район, Брестская область, Белорусская ССР, СССР) — белорусский государственный деятель, депутат Палаты представителей Национального собрания VII созыва.

## Биография
Родился Анатолий 28 марта 1979 года в д. Любань, что находится в Лунинецком районе Брестской области. Окончил Белорусскую государственную сельскохозяйственную академию по специальности «Финансы и кредит в АПК», а также Академию управления при Президенте Республики Беларусь по специальности «Экономика и управление на предприятии промышленности». Свой диплом бизнес-образования Анатолий получил в рамках совместного проекта Controller Akademie AG (Германия) и Бизнес-школы ИПМ «Академия контроллинга» (Белоруссия).
Работал бухгалтером, экономистом по анализу хозяйственной деятельности ОАО «Спецжелезобетон». До становления депутатом работал главным экономистом в ОАО «Спецжелезобетон».
Был избран депутатом Палаты представителей Национального собрания Республики Беларусь VII созыва от Лунинецкого округа № 13. Помощники депутата: Екатерина Николаевна Фицнер и Тамара Михайловна Соц.
Проживает в Лунинце.

## Выборы
| Кандидат                    | Кандидат                    | Субъект выдвижения                                  | Голосов | %     |
| --------------------------- | --------------------------- | --------------------------------------------------- | ------- | ----- |
|                             | Насеня Анатолий Васильевич  | Беспартийный                                        | 35 241  | 73,21 |
|                             | Ильючик Иван Константинович | Белорусская патриотическая партия                   | 4 242   | 8,81  |
|                             | Дубоносов Леонид Витальевич | Белорусская социал-демократическая партия (Грамада) | 2 398   | 4,98  |
|                             | Шкут Александр Петрович     | Либерально-демократическая партия                   | 1 660   | 3,45  |
| Против всех                 | Против всех                 | Против всех                                         | 4 078   |       |
| Недействительных бюллетеней | Недействительных бюллетеней | Недействительных бюллетеней                         | 515     |       |
| Всего                       | Всего                       | Всего                                               | 56 348  | 100   |
| Явка избирателей            | Явка избирателей            | Явка избирателей                                    | 48 134  | 85,42 |

## Награды
- Грамота Министерства архитектуры и строительства Республики Беларусь[2].

## Личная жизнь
Женат, имеет двух дочерей.